# جورج موريرا
جورج موريرا (بالإسبانية: Jorge Moreira)‏ (1 فبراير 1990 بفيلاريشا في باراغواي - ) هو مدرب كرة قدم ولاعب كرة قدم باراغواياني في مركز الدفاع. شارك مع منتخب باراغواي تحت 17 سنة لكرة القدم ومنتخب باراغواي لكرة القدم. أما مع النوادي، فقد لعب مع نادي ليبرتاد وClub 2 de Mayo ‏.

## روابط خارجية
- جورج موريرا على موقع الدوري الأمريكي (الإنجليزية)
- جورج موريرا على موقع إي إس بي إن إف سي (الإنجليزية)
- جورج موريرا على موقع قاعدة بيانات كرة القدم.إي يو (الإنجليزية)
- جورج موريرا على موقع ناشيونال فوتبول تيمز (الإنجليزية)
- جورج موريرا على موقع Soccerway.com (الإنجليزية)
- جورج موريرا على موقع عالم كرة القدم.نت (الإنجليزية)
- جورج موريرا على موقع AS.com (الإسبانية)